# Stenasellus bragai
Stenasellus bragai is een pissebed uit de familie Stenasellidae. De wetenschappelijke naam van de soort is voor het eerst geldig gepubliceerd in 1976 door Guy Magniez.